# Mechanitis obscura
Mechanitis obscura är en fjärilsart som beskrevs av Butler 1877. Mechanitis obscura ingår i släktet Mechanitis och familjen praktfjärilar. Inga underarter finns listade i Catalogue of Life.